# 諾韋 (韃靼布納雷區)
45°54′9″N 29°52′16″E / 45.90250°N 29.87111°E
諾韋（烏克蘭語：Нове）是位於烏克蘭西南部的村莊，由敖德萨州裡比爾霍羅德-德涅斯特羅夫斯基區的迪維濟亞市鎮負責管轄。該村始建於1917年，面積0.85平方公里，海拔高度15米，2001年人口278，人口密度每平方公里327.06人。